# 幸田駅
幸田駅（こうだえき）は、愛知県額田郡幸田町大字芦谷（あしのや）字幸田にある、東海旅客鉄道（JR東海）東海道本線の駅である。駅番号はCA50。幸田町の代表駅である。
運行形態の詳細は「東海道線 (名古屋地区)」を参照。

## 概要
幸田町の中心部に位置する駅で、幸田町内にある3駅の中で最初に開業した駅である。駅名の読みは「こうだ」だが、地名の読みは「こうた」である。これは地名の読みも「こうだ」だった時の名残である。
普通列車及び早朝・深夜のみに運転され岡崎以東で各駅に停車する区間快速のほか、ラッシュ帯には一部の特別快速（下りの朝ラッシュ時のみ）・新快速が、日中を中心に快速の約半数が停車する。日中は上下線とも概ね毎時3本の列車が停車する。また、留置線に貨物列車が停車していることもある。

## 歴史
1900年、相見村（現在の幸田町中部）の志賀藤助村長が同志らと村内に駅設置を企画し、設置期成同盟会を結成。同盟会は村内各地区ごとに募金を募り、隣村にも協力を依頼した。相見村の動きを受けて、深溝村（現在の幸田町南部）でも期成同盟会が発足している。1902年、蒲郡駅～岡崎駅間の複線化により、相見村の山本鍬之助村長と、地元選出の県会議員・足立信次郎の要請で新駅設置は実現段階に入った。1906年5月1日に相見村・坂崎村・深溝村の3村が合併して広田村が発足。これを機に、駅設置場所を芦谷信号所北350mとし、1906年6月1日に起工し1908年4月1日に幸田駅として開業した。当時の自治体名は広田村だったが、既に福島県に広田駅が開業していたため、「幸田駅」と命名した。
当地は、1906年に坂崎村と相見村、深溝村が合併した際に、村内を流れる広田川から「広田村」となっていた。しかし、駅名をそのまま村名に応用することになり、1908年7月28日に「幸田村」へ改称している。
戦後、駅の利用者増加により町は国鉄に駅の改修を要望するが、国鉄は財政難から難色を示したため町が1952年に跨線橋を設置、1953年には開業時のままで老朽化していた駅舎を改築し、国鉄に寄付した。同年には、国鉄がホームに待合室と上屋を設置している。1970年、下り待避線が設置された。また、予てからあった西口設置の要望に対し、1974年に駅の西側を結ぶ地下道を設置した。1982年からは駅業務を民間に委託している。
1978年、出雲大社に向かう団体客のため寝台特急出雲が特例として停車することがあった。当時は団体客のためとはいえ特急を臨時停車させることは異例の措置であった。

### 年表
- 1906年（明治39年）4月：国有鉄道東海道線（1909年に東海道本線に改称）の蒲郡 - 岡崎間に芦谷信号所（あしのやしんごうしょ）として設置[3]。
- 1908年（明治41年）
  - 7月28日：駅名をそのまま村名に応用し[5]、「広田村」から「幸田村」へ改称[10]。
  - 9月11日：駅に昇格、幸田駅が開業[3]。一般駅[3]。
- 1971年（昭和46年）10月4日：貨物の取扱を廃止[3]。
- 1984年（昭和59年）2月1日：荷物の取扱を廃止[3]。
- 1987年（昭和62年）4月1日：国鉄分割民営化により東海旅客鉄道の駅となる[3]。
- 1996年（平成8年）10月5日：自動改札機設置。
- 1999年（平成11年）12月4日：ダイヤ改正にて快速・新快速停車駅となる[1]（基本的に三河三谷駅との交互停車）。
- 2008年（平成20年）3月：エレベーターの設置完了。
- 2009年（平成21年）8月：TOICA対応タッチパネル式自動券売機稼動開始。
- 2013年（平成25年）3月15日：待合室の東海キヨスク売店閉店。待合室は自販機のみとなる。
- 2017年（平成29年）
  - 9月30日：JR全線きっぷうりばの営業を終了[14][4]。
  - 10月1日：集中旅客サービスシステム（現・お客様サポートサービス）の使用開始に伴い、サポートつき指定席券売機を導入[14][4]の上、終日無人化[14][4]。ただし、当駅には周辺駅へ出向く東海交通事業の係員が事務所に常駐[4]。

## 駅構造
島式ホーム1面2線を持つ地上駅。下り線側に2本、上り線側に1本留置線がある。駅舎は構内東側にあり、ホームとは跨線橋で連絡している。ホームに待合室が設置されている。2008年3月、跨線橋にエレベーター2基の設置が完了した。
お客様サポートサービスの導入された無人駅で、岡崎駅が管理している。駅舎には自動券売機、サポートつき指定席券売機、自動改札機（TOICA対応）が設置されている。改札外に待合室（禁煙）があり、長年東海キヨスクが設置されていたが、現在は撤去され代替の自動販売機が設置されている。また、待合室外での喫煙も禁じられている（一度改札外の植込みでボヤ騒ぎが起きたため）。
駅舎北側より線路西側へ出る地下通路（自由通路方式）がある。ただし、歩行者と自転車専用で自動車等の車輌は通行できない。

### のりば
| 番線 | 路線          | 方向 | 行先             |
| ---- | ------------- | ---- | ---------------- |
| 1    | CA 東海道本線 | 上り | 豊橋・浜松方面   |
| 2    | CA 東海道本線 | 下り | 岡崎・名古屋方面 |

（出典：JR東海:駅構内図）
かつては、駅北東にあった三菱レイヨン幸田工場への専用線が駅から分岐していた。専用線の廃線跡はほとんど残っていない。

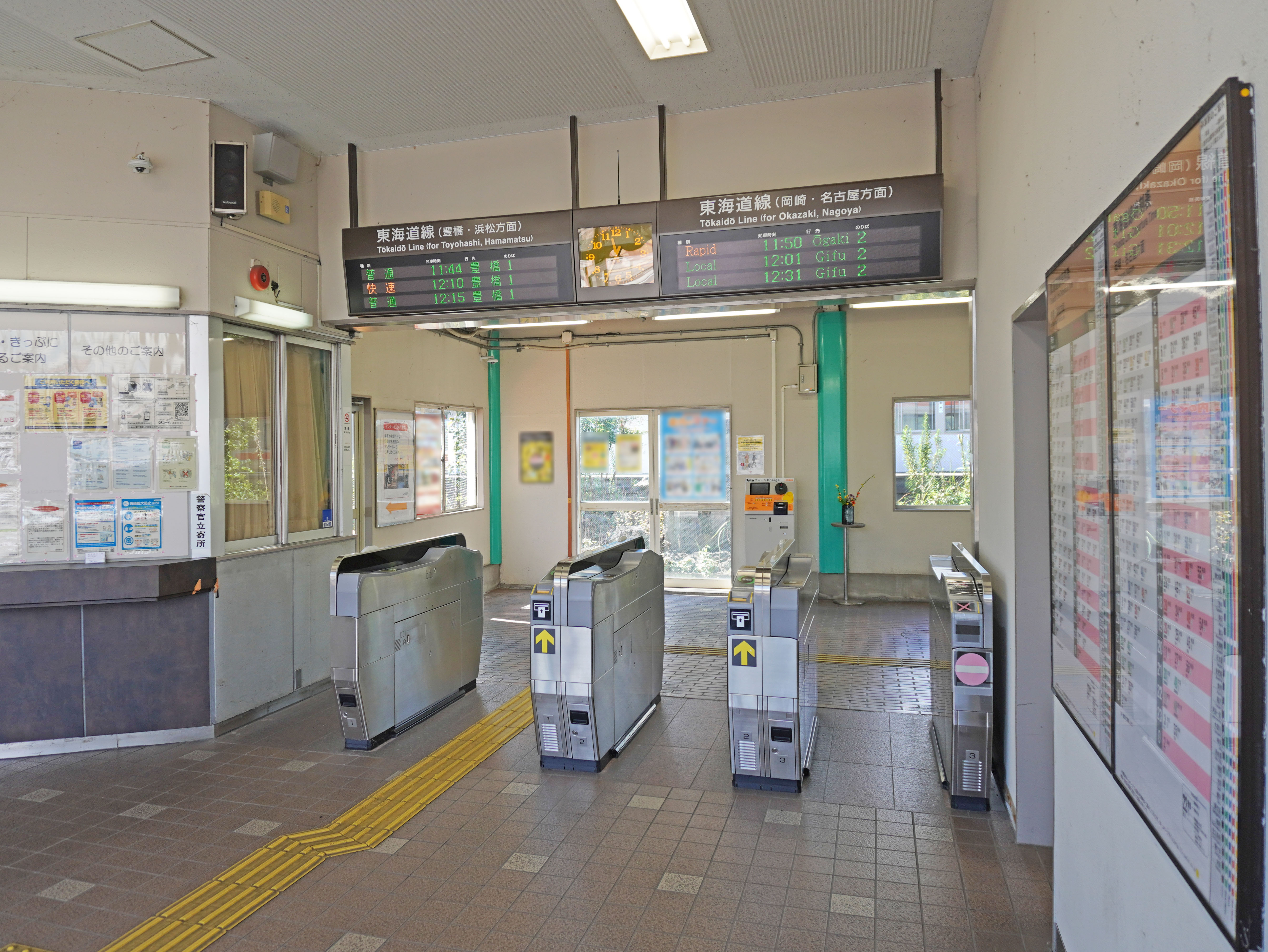
改札口（2022年10月）
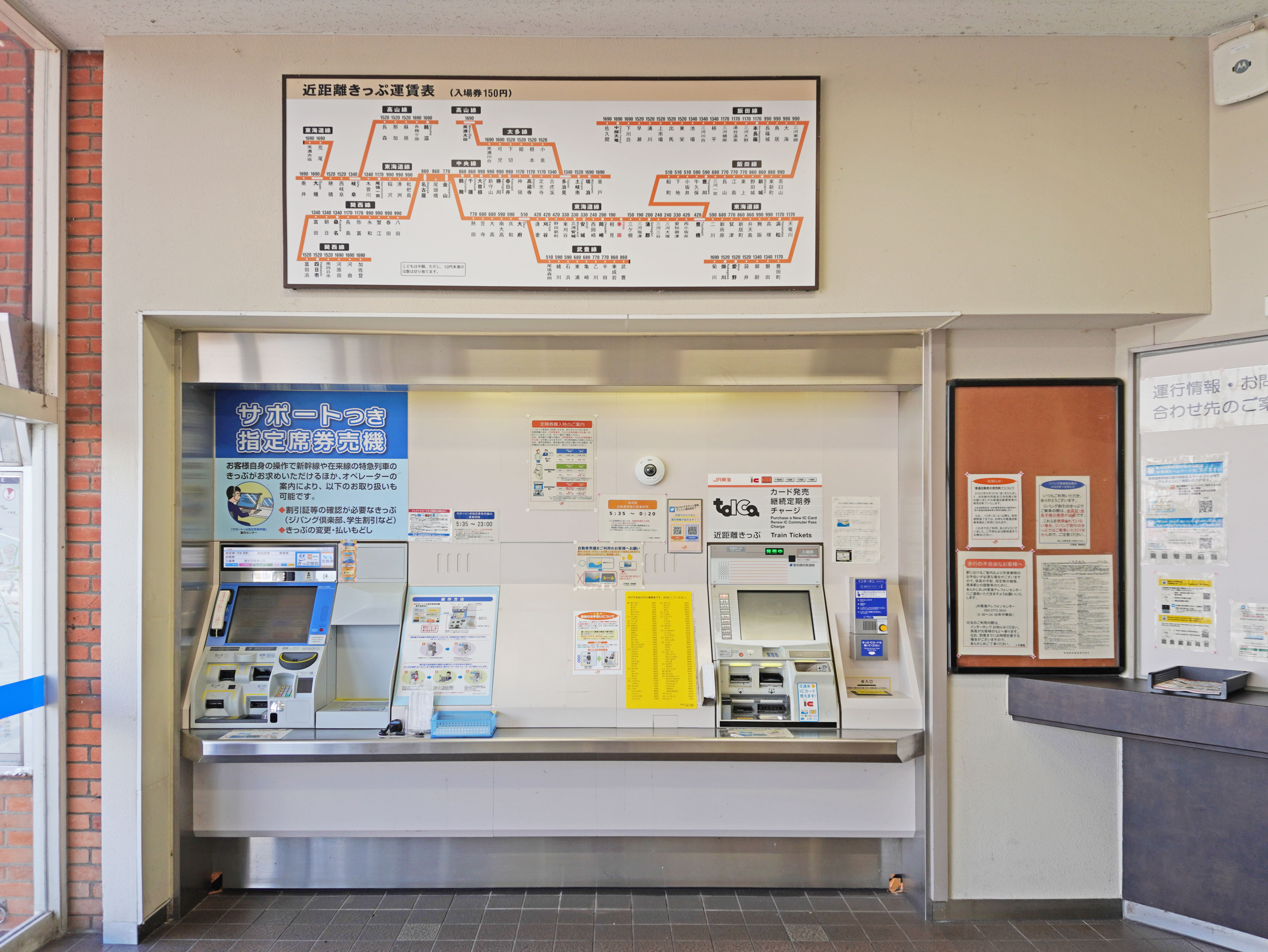
自動券売機（2022年10月）
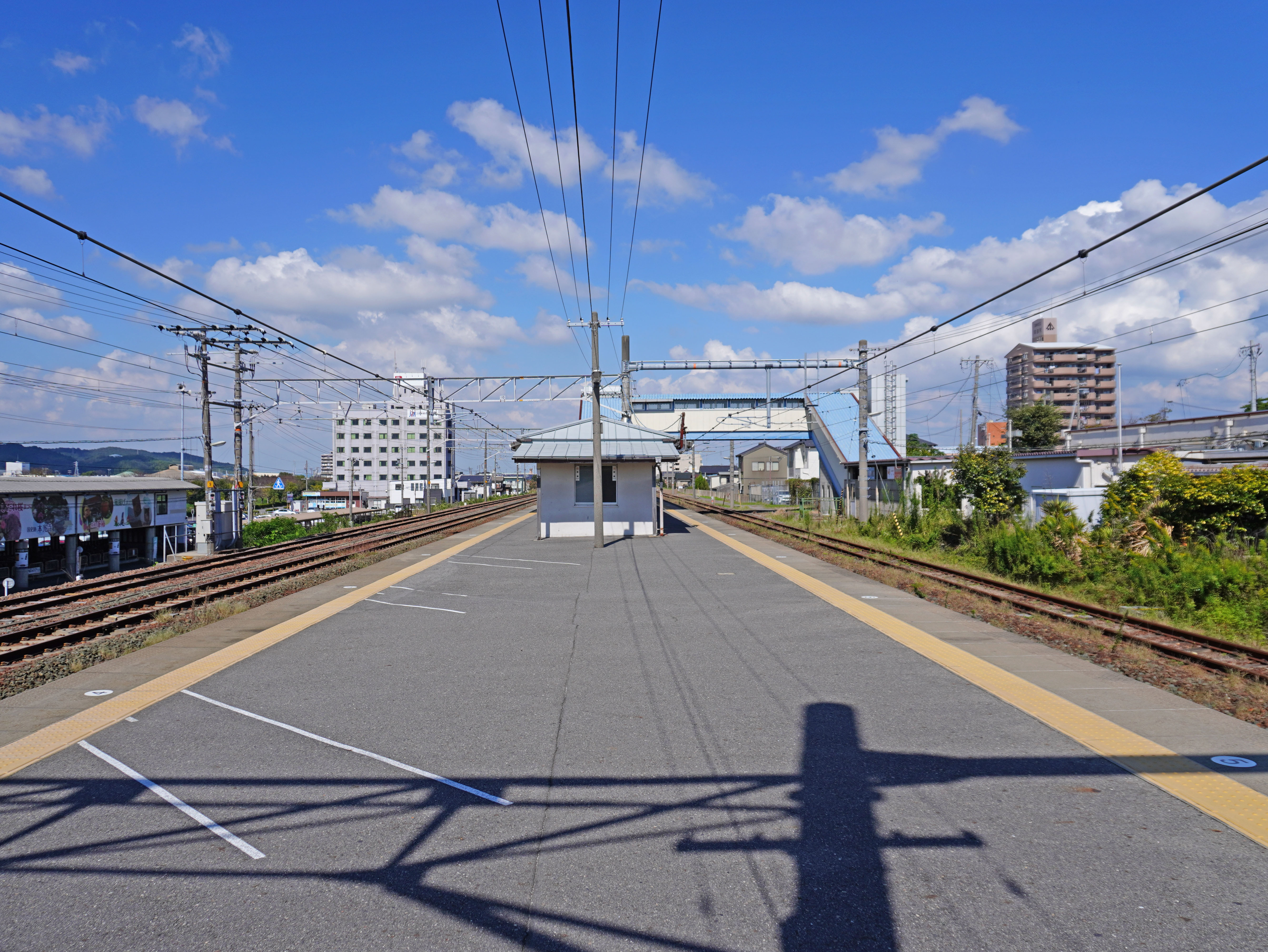
ホーム（2022年10月）
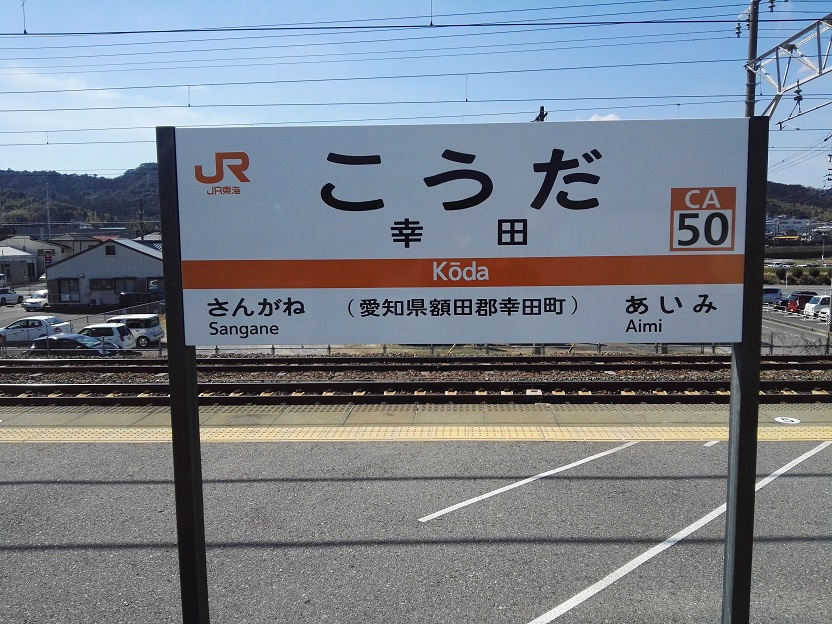
駅名標（2019年3月）

## 利用状況
「こうたの統計」によると、近年の1日平均乗車人員は以下の通りである。相見駅が開業した2012年度から数年間は減少傾向にあったが、2017年度以降は再び増加傾向にある。
| 年度               | 年間 乗車人員 | 定期外 乗車人員 | 定期 乗車人員 | 1日平均 乗車人員 |
| ------------------ | ------------- | --------------- | ------------- | ---------------- |
| 1989年（平成元年） | -             | -               | -             | 3,590            |
| 1990年（平成02年） | -             | -               | -             | 3,900            |
| 1991年（平成03年） | 1,501,831     | 351,553         | 1,150,278     | 4,103            |
| 1992年（平成04年） | 1,556,086     | 349,783         | 1,206,303     | 4,263            |
| 1993年（平成05年） | 1,598,651     | 341,370         | 1,257,281     | 4,380            |
| 1994年（平成06年） | 1,554,240     | 331,168         | 1,223,072     | 4,258            |
| 1995年（平成07年） | 1,529,832     | 340,598         | 1,189,234     | 4,180            |
| 1996年（平成08年） | 1,506,694     | 334,430         | 1,172,264     | 4,128            |
| 1997年（平成09年） | 1,416,294     | 339,791         | 1,076,503     | 3,880            |
| 1998年（平成10年） | 1,428,486     | 340,409         | 1,088,077     | 3,914            |
| 1999年（平成11年） | 1,396,799     | 323,397         | 1,073,402     | 3,816            |
| 2000年（平成12年） | 1,335,444     | 336,271         | 999,173       | 3,659            |
| 2001年（平成13年） | 1,334,804     | 341,314         | 993,490       | 3,657            |
| 2002年（平成14年） | 1,328,731     | 349,175         | 979,556       | 3,640            |
| 2003年（平成15年） | 1,351,397     | 349,727         | 1,001,670     | 3,692            |
| 2004年（平成16年） | 1,372,734     | 360,096         | 1,012,638     | 3,761            |
| 2005年（平成17年） | 1,445,420     | 390,952         | 1,054,468     | 3,960            |
| 2006年（平成18年） | 1,490,760     | 392,623         | 1,098,137     | 4,084            |
| 2007年（平成19年） | 1,538,051     | 399,702         | 1,138,349     | 4,202            |
| 2008年（平成20年） | 1,573,946     | 389,084         | 1,184,862     | 4,312            |
| 2009年（平成21年） | 1,562,942     | 350,272         | 1,212,670     | 4,282            |
| 2010年（平成22年） | 1,568,961     | 352,284         | 1,216,677     | 4,299            |
| 2011年（平成23年） | 1,587,371     | 345,501         | 1,241,870     | 4,337            |
| 2012年（平成24年） | 1,454,214     | 348,842         | 1,105,372     | 3,984            |
| 2013年（平成25年） | 1,402,565     | 353,088         | 1,049,477     | 3,843            |
| 2014年（平成26年） | 1,398,280     | 350,074         | 1,048,206     | 3,831            |
| 2015年（平成27年） | 1,420,538     | 365,862         | 1,054,676     | 3,881            |
| 2016年（平成28年） | 1,411,057     | 333,014         | 1,078,043     | 3,866            |
| 2017年（平成29年） | 1,451,840     | 346,977         | 1,104,863     | 3,978            |
| 2018年（平成30年） | 1,491,531     | 355,077         | 1,136,454     | 4,086            |
| 2019年（令和元年） | 1,542,824     | 349,923         | 1,192,901     | 4,215            |
| 2020年（令和02年） | 1,234,821     | 193,684         | 1,041,137     | 3,383            |
| 2021年（令和03年） | 1,257,605     | 225,621         | 1,031,984     | 3,445            |

## 駅周辺

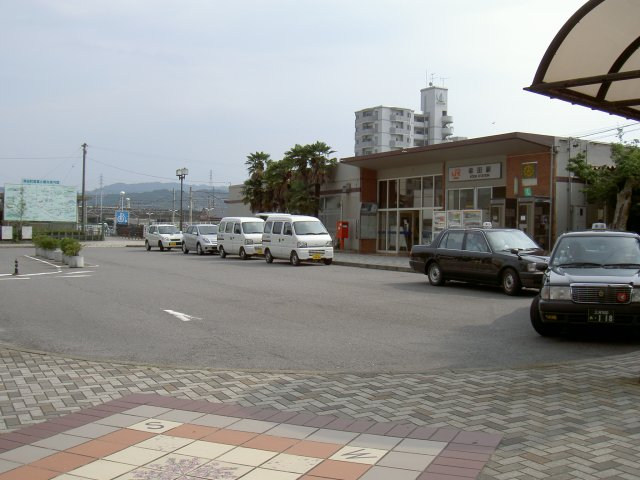
ロータリー（手前はタクシー乗り場）

駅舎が置かれている東側は、幸田町の中心市街地であり、駅前から南にかけて愛知県道483号岡崎幸田線に沿って商店街が広がっている。
幸田町は2006年～2022年の予定で約2.9haを対象とした土地区画整理事業を実施。2012年、駅前に屋外型の小規模ショッピングモール「幸田駅前銀座」がオープンしたが、南側の土地は未だ更地状態であり更なる再開発が期待される。
一方で、駅西側には駐車場があるが、田園風景が広がっている。

### 周辺の施設
- 幸田郵便局
- 豊川信用金庫幸田支店
- 西尾信用金庫幸田支店
- 幸田町役場
- スーパーセンターオークワ 幸田店

### バス路線
駅西口に幸田町のコミュニティバス「えこたんバス」の「JR幸田駅西口」停留所が設置されており、中、東西、南ルートの3ルートが乗り入れる。このほか、デンソーなどの町内に工場を置く企業が従業員を運送するバスも運行されている。
かつて名鉄バス「岡崎幸田線」の終点「幸田駅前」停留所が設置されていた。岡崎幸田線は2012年の相見駅開業後、高校生の利用減が響き、赤字が拡大。名鉄バスは2014年9月30日、東岡崎駅～幸田駅前のうち、幸田町内を通る区間を廃止した。相見駅開業後、昼間は毎時1本あったバスのうち半数が相見駅までの区間運転となり、幸田駅前～相見駅間の運転は2時間に1本となっていた。

## 隣の駅
東海旅客鉄道（JR東海）
CA 東海道本線
■特別快速・■新快速・■快速
通過
■特別快速・■新快速・■快速（一部列車のみ）
蒲郡駅 (CA47) - 幸田駅 (CA50) - 岡崎駅 (CA52)
■区間快速・■普通
三ケ根駅 (CA49) - 幸田駅 (CA50) - 相見駅 (CA51)

### 「こうだ」と読む他の駅
- 高田駅 - JR九州長崎本線の駅
- 神田駅 - 松浦鉄道西九州線の駅